# AK-105
AK-105 là loại súng cạc-bin trong họ súng AK, được thiết kế vào đầu thập niên 1990 trên cơ sở thu ngắn AK-74. Nó dùng cùng loại đạn 5,45×39mm M74 như AK-74. Hộp tiếp đạn của AK-105 cũng được rút ngắn lại. Có thể nói AK-105 là loại súng trung gian giữa AK-74 và AKS-74U.
So với các thế hệ súng AK khác, AK-105 tương đối nhẹ hơn, chỉ 3,0 kg khi không có hộp tiếp đạn. Các bộ phận bằng gỗ nặng của các thế hệ AK trước được chuyển sang chất liệu plastic. Không chỉ làm khối lượng súng giảm đi, chất liệu plastic còn cho phép hấp thụ phần nào va đập và bền hơn. Hộp tiếp đạn cũng nhẹ hơn đáng kể, phần vì thu ngắn lại, phần vì được làm bằng sợi các-bon thay vì bằng kim loại. Báng súng AKcố định, bằng plastic, rỗng bên trong tạo thành khoang chứa một số dụng cụ.
AK-105 được chế tạo tự sản xuất tại các nhà máy của Izhmash ở Izhevsk, Nga.